# Xian de Nan'ao
Le comté de Nan'ao (南澳县 ; pinyin : Nán'ào Xiàn) est un  comté de la ville-préfecture de Shantou, dans la province du Guangdong en Chine.

## Démographie
La population du comté s'élevait à 64 429 habitants au recensement de 2020

## Géographie
Le comté de Nan'ao fait partie de la ville-préfecture de Shantou, dans la province de Guangdong en Chine. Elle repose principalement sur l’île Nan'ao, qui couvre une superficie de 110,89 km2, mais comprend également 32 îles voisines. Il couvre au total 113,8 km2 carrés de terres et 4 600 km2 de mer. C'est le seul comté insulaire du Guangdong.

### Climat
Située sur le tropique du Cancer, l'île possède un climat subtropical de mousson et un climat marin, caractérisés par un été long, humide, ensoleillé et un hiver court et doux. La température moyenne annuelle est entre 20 et 22 °C, ce qui est légèrement plus élevé dans les zones côtières et les basses terres, plus bas dans les zones montagneuses.

## Infrastructure

### Pont de Nan'ao
L'achèvement du pont routier de Nan'ao en 2015 a supprimé un goulet d'étranglement de la circulation qui limitait le développement de l'île. L'ouvrage a une longueur totale de 11,08 km, dont 9 341 m pour le pont lui-même et 1 739 m pour les accès. Le pont a une largeur de 11 m et comporte deux voies de circulation. La vitesse est limitée à 60 km/h. Le pont donne accès à une route côtière qui fait le tour le l'île.

### Parc éolien de Nan’ao
Située dans la partie centrale de la péninsule orientale, c'est le plus grand parc éolien insulaire d'Asie. Les autorités locales accordent une attention particulière au développement des ressources en énergie éolienne, une nouvelle source d’énergie renouvelable et sans pollution. Jusqu'à présent, 10 parcs éoliens ont été construits dans les régions montagneuses centrales et orientales de l'île, avec un total de 236 éoliennes. D'ici 2020, il sera prévu d'ajouter 25 parcs éoliens (21 à terre et 4 en mer) d'une capacité totale installée de 621,4 MW (211,4 MW à terre et 410 MW en mer). En 2016, le projet d'énergie éolienne de Nanao a généré une production totale d'énergie éolienne de 36,29 millions de kWh d'une valeur de production de plus de 28,2 millions de USD.

## Tourisme

### Montagne Fleurs Jaunes
Situé à l'ouest de l'île de Nan'ao, avec une superficie totale de 13,73 km2 et une altitude de 588,1 mètres. C'est le seul parc forestier national insulaire en Chine. L'érosion de la brise de mer, du soleil et de l'eau de pluie pendant une longue période a provoqué l'altération des roches, que l'on appelle le relief granitique. Un grand nombre d’acacias de Taiwan sont plantés ici, des fleurs jaunes fleurissent au printemps, d’où vient le nom de Montagne Fleurs jaunes.
Le parc est riche en ressources naturelles et paysage culturel, la couverture forestière est supérieure à 90 %. Il existe plus de 1440 plantes tropicales et subtropicales dans 102 familles et plus de 40 espèces d'animaux sauvages protégées au niveau national, telles que l'aigrette, les pythons et les Cyclemys trifasciata (tortues monétaires).

### Porte de la nature
La Porte de la nature est située sur la place du tropique du cancer dans la baie de Qing’ao. La tour a été conçue à partir du caractère chinois « porte ». Le rayon de la sphère est de 3,21 m (correspondant au 21 mars, date de l'équinoxe de printemps), la longueur du porte-à-faux est de 6,22 m (correspondant au 22 juin, jour du solstice d'été), la hauteur de la tour est de 12,22 m (correspondant au 22 décembre pour le solstice d'hiver), et l’angle d’inclinaison des deux piliers portail correspond à 23,50° de latitude nord. Chaque solstice d'été, à midi, lorsque le soleil brille directement sur le tropique du Cancer, l'ombre traverse le tube central de la sphère supérieure et le soleil brille directement au centre de la plate-forme.